# IJshoofdpijn

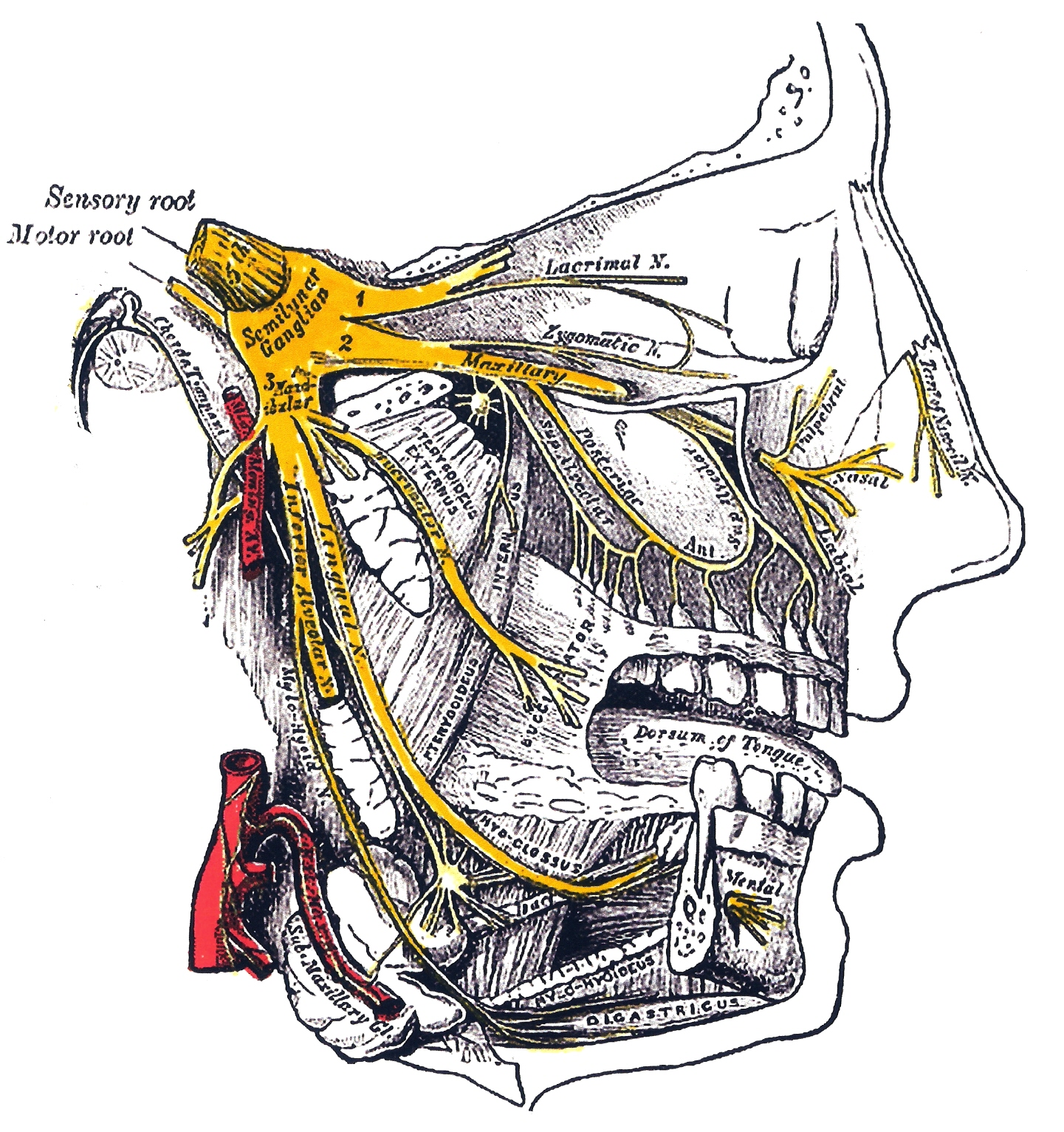
De nervus trigeminus (geel)

IJshoofdpijn of brainfreeze is een vorm van hoofdpijn die ontstaat als men koude drankjes of voedingsmiddelen te snel tot zich neemt. Een voorbeeld hiervan is het eten van consumptie-ijs of ijsblokjes.
IJshoofdpijn kan ook ontstaan als men enkele seconden met het hoofd onder een ijskoude douche staat, of met het hoofd door een golf gaat bij een ijskoude zeetemperatuur.
Een ijshoofdpijn wordt veroorzaakt doordat het gehemelte in contact is geweest met een koude substantie, de koude substantie irriteert de zenuwen, met als gevolg een ijshoofdpijn. De pijn gaat echter meestal na enkele seconden weer weg, door de tong tegen het gehemelte aan te drukken.
In 2012 ontdekten Amerikaanse en Ierse wetenschappers de oorzaak van ijshoofdpijn. Het zou komen door plotselinge versnelling van de bloedstroom in de hersenen na het contact met de koude materie, waardoor hogere bloeddruk ontstaat die men als pijn ervaart.